# GD X Taeyang
GD X Taeyang (первоначально известно как GDYB) — южнокорейский дуэт, сформированный из G-Dragon и Тхэяна из группы Big Bang в 2014 году.

## История
G-Dragon и Тхэян встретились, будучи стажерами, когда им было по 13 лет в YG Entertainment. Первоначально, планировалось, что парни дебютируют в хип-хоп дуэте, под названием GDYB, который позже выпустив несколько синглов, одним из которых стал «GDYB». Позже YG Entertainment решили сформировать бой-бэнд. Приняв участие в шоу выживания, проводимый компанией, оба из них попали в новую группу Big Bang. В 2008 году Тхэян выпустил свой первый сольный мини-альбом «Hot», а G-Dragon участвовал в качестве автора и продюсера в нём, а также принимал участие в записи «I Need a Girl». В 2009 году GD выпустил свой первый альбом «Heartbreaker», а Тхэян был задействован в «Korean Dream». В 2010 году G-Dragon написал и выпустил песни из первого и второго альбомов Тхэяна «Solar» и «Rise».
21 ноября 2014 года G-Dragon и Тхэян выпустили совместную работу под названием GD X Taeyang «Good Boy». Песня заняла первое место в чарте Billboard World Digital Songs. К тому же, это был третий раз, когда корейский акт возглавил чарт после PSY и 2NE1. У сингла было 1,2 миллиона скачиваний в Южной Корее. 13 апреля 2016 года музыкальное видео достигло 100 миллионов просмотров на YouTube.

## Дискография

### Сингл альбомы
| Название | Детали альбома                                                                           | Позиции в чартах | Продажи       |
| Название | Детали альбома                                                                           | KOR              | Продажи       |
| -------- | ---------------------------------------------------------------------------------------- | ---------------- | ------------- |
| Good Boy | - Выпущен: 21 ноября 2014 г. - Лейбл YG Entertainment - Формат: CD, цифровая дистрибуция | 1                | - KOR: 25,000 |

### DVD
| Название                         | Детали альбома                                                       | Позиции в чартах | Продажи      |
| Название                         | Детали альбома                                                       | JPN              | Продажи      |
| -------------------------------- | -------------------------------------------------------------------- | ---------------- | ------------ |
| G-DRAGON × TAEYANG IN PARIS 2014 | - Выпущен: 18 июня 2014 - Языки: корейский - Лейбл: YG Entertainment | 8                | - JPN: 6,033 |

### Синглы
| Год  | Название                  | Позиции в чартах | Позиции в чартах | Позиции в чартах | Продажи (DLs)                | Альбом                        |
| Год  | Название                  | KOR              | FIN              | US World         | Продажи (DLs)                | Альбом                        |
| ---- | ------------------------- | ---------------- | ---------------- | ---------------- | ---------------------------- | ----------------------------- |
| 2014 | «Good Boy»                | 5                | 21               | 1                | - KOR: 1,260,683 - US: 5,000 | Good Boy / YG Hip Hop Project |
| 2015 | «Mapsosa» (with Kwanghee) | 2                | —                | 10               | - KOR: 1,302,380             | Infinite Challenge            |

### Другие сотрудничества
| Год  | Название                                                     | Позиции в чартах | Позиции в чартах | Продажи (скачивание) | Альбом                |
| Год  | Название                                                     | KOR              | US World         | Продажи (скачивание) | Альбом                |
| ---- | ------------------------------------------------------------ | ---------------- | ---------------- | -------------------- | --------------------- |
| 2002 | «Unfold at a Higher Place» (в качестве GDYB)                 | —                | —                | N/A                  | Why Be Normal?        |
| 2003 | «Heosubai» (Masta Wu при участии GDYB)                       | —                | —                | N/A                  | Masta Peace           |
| 2006 | «Run» (Se7en при участии GDYB)                               | —                | —                | N/A                  | 24/SE7EN              |
| 2007 | «Super Fly» (Lexy при участии G-Dragon,T.O.P и Тхэяна)       | —                | —                | N/A                  | Rush                  |
| 2009 | «Korean Dream» (G-Dragon при участии Тхэяна)                 | 3                | —                | N/A                  | Heartbreaker          |
| 2009 | «Hallelujah» (T.O.P при участии G-Dragon и Тхэяна)           | —                | —                | N/A                  | Сингл без альбома     |
| 2010 | «I Need A Girl» (Тхэян при участии G-Dragon)                 | 1                | —                | - KOR: 1,876,167     | Solar                 |
| 2013 | «Let’s Talk About Love» (Сынни при участии G-Dragon и Тхэян) | 15               | 9                | - KOR: 266,006       | Let’s Talk About Love |
| 2014 | «Stay With Me» (Тхэян при участии G-Dragon)                  | 7                | 4                | - KOR: 343,555       | Rise                  |

## Награды и номинации
| Год  | Название               | Получатель | Награда                         | Результат |
| ---- | ---------------------- | ---------- | ------------------------------- | --------- |
| 2015 | YouTube Music Awards   | «Good Boy» | Honored Artist                  | Выиграли  |
| 2015 | MelOn Music Awards     | «Mapsosa»  | Hot Trend Award 2015            | Выиграли  |
| 2015 | MelOn Popularity Award | «Mapsosa»  | Popularity Award (September 7)  | Выиграли  |
| 2015 | MelOn Popularity Award | «Mapsosa»  | Popularity Award (September 14) | Выиграли  |
| 2015 | MelOn Popularity Award | «Mapsosa»  | Popularity Award (September 21) | Выиграли  |

### Музыкальные программы

#### Inkigayoканала SBS
| Год  | Дата      | Песня                                    |
| ---- | --------- | ---------------------------------------- |
| 2010 | 18 июля   | «I Need a Girl» (Taeyang feat. G-Dragon) |
| 2010 | 25 июля   | «I Need a Girl» (Taeyang feat. G-Dragon) |
| 2014 | 30 ноября | «Good Boy» (GD X TAEYANG)                |
| 2015 | 4 января  | «Good Boy» (GD X TAEYANG)                |

#### M! Countdownканала Mnet
| Год  | Дата    | Песня                                    |
| ---- | ------- | ---------------------------------------- |
| 2010 | 8 июля  | «I Need a Girl» (Taeyang feat. G-Dragon) |
| 2010 | 15 июля | «I Need a Girl» (Taeyang feat. G-Dragon) |

#### Music Bankканала KBS
| Год  | Дата    | Песня                                    |
| ---- | ------- | ---------------------------------------- |
| 2010 | 16 июля | «I Need a Girl» (Taeyang feat. G-Dragon) |